# Uzelle
Uzelle é uma comuna francesa na região administrativa de Borgonha-Franco-Condado, no departamento de Doubs. Estende-se por uma área de 11,75 km². Em 2010 a comuna tinha 173 habitantes (densidade: 14,7 hab./km²).